# Era promieniowania
Era promieniowania – pojęcie stosowane w kosmologii dla określenia początkowej fazy rozwoju Wszechświata.
Na podstawie kosmologicznego modelu rozszerzającego się Wszechświata przyjmuje się, że era ta rozpoczęła się po 1 sekundzie od Wielkiego Wybuchu (ρ=1010 g/cm3, T=1011 K), gdy nastąpiła anihilacja elektronów i pozytonów, czyli ich zamiana w promieniowanie (e+ + e- → 2γ). Promieniowanie w czasie trwania tej ery pozostaje w równowadze termicznej z materią, złożoną głównie z elektronów, które ocalały po anihilacji, neutrin – (oraz ich antycząstek), fotonów oraz protonów i neutronów. Gęstość energii promieniowania elektromagnetycznego była dominującym składnikiem całkowitej gęstości energii.
Najważniejszym wydarzeniem ery promieniowania jest połączenie swobodnych neutronów z protonami w jądra helu, które stanowią 35% materii nukleonowej (pozostałe 65% to protony). Na skutek ciągłej ekspansji, około 100 000 lat po Wielkim Wybuchu, kiedy gęstość spadła do 10-21 g/cm3, a temperatura do 30 000 K, gęstość energii promieniowania spadła poniżej gęstości energii materii.
Prawie w tym samym czasie miało miejsce drugie ważne wydarzenie ery promieniowania. Przy temperaturze 3500-3000 K energie fotonów stały się za małe, by jonizować materię – nastąpiła rekombinacja, czyli wychwyt elektronów przez protony, jądra helu i znacznie mniejsze ilości jąder deuteru, litu i berylu – powstały atomy. Materia (głównie neutralny gaz wodorowy) stała się przezroczysta dla fotonów i powstało wówczas promieniowanie tła (odkryte w 1965 roku przez Penziasa i Wilsona).
Głównymi składnikami ówczesnego Wszechświata są: pole neutrinowe, pole elektromagnetyczne, atomy wodoru i atomy helu, których udział w składzie przedgalaktycznej materii wynosi około 35%, co dobrze zgadza się z danymi obserwacyjnymi.